# جنبش حقوق بشر و مردم‌سالاری (حزب)
جنبش حقوق بشر و مردم‌سالاری (Human Rights and Democracy Movement) حزبی سیاسی در ساموآ است.
رهبر حزب Uliti Uata است. در انتخابات مجلس ۲۰۰۵ حزب ۷ کرسی دریافت کرد.